# 特勞特克里克 (紐約州)
特勞特克里克（英語：Trout Creek）是位於美國紐約州特拉華縣的非建制地區。

## 歷史
特勞特克里克的郵局自1847年營運至今。

## 地理
特勞特克里克所處的海拔為高於海平面393米（即1289英呎），而該地所採用的時區為UTC-5，即北美东部时区（EST）。同時該地設有夏令時間，為UTC-5調快一小時，即UTC-4（EDT）。